# MF 01
Le MF 01 (Metro Fer Commande 2001, dénomination technique) ou MF 2000 (Métro Fer appel d'offres 2000, dénomination commerciale) est un matériel roulant sur fer destiné à remplacer les rames du métro parisien de type MF 67 sur les lignes 2, 5 et 9. Commandé en 2001 par la RATP, il est déployé de 2008 à 2011 sur la ligne 2 (Porte Dauphine – Nation), de 2011 à 2013 sur la ligne 5 (Bobigny – Place d'Italie) et de 2013 à 2016 sur la ligne 9 (Pont de Sèvres – Mairie de Montreuil). Le déploiement de ce modèle de rame s’achève en 2017 avec la livraison de douze trains supplémentaires répartis sur les trois lignes.
Parmi ses principales caractéristiques figurent l'inter-circulation entre les voitures à la manière des rames MP 89, la réduction du nombre de places assises passant de la configuration 2+2 (MP 89 CC, MF 67) à 2+1 (MP 89 CA), avec des sièges plus larges, et trois paires de portes larges par caisse ainsi que des équipements électriques et de conduite permettant une diminution conséquente des coûts d'achat et d'utilisation par rapport aux séries précédentes.

## Histoire

### Remplacer les MF 67

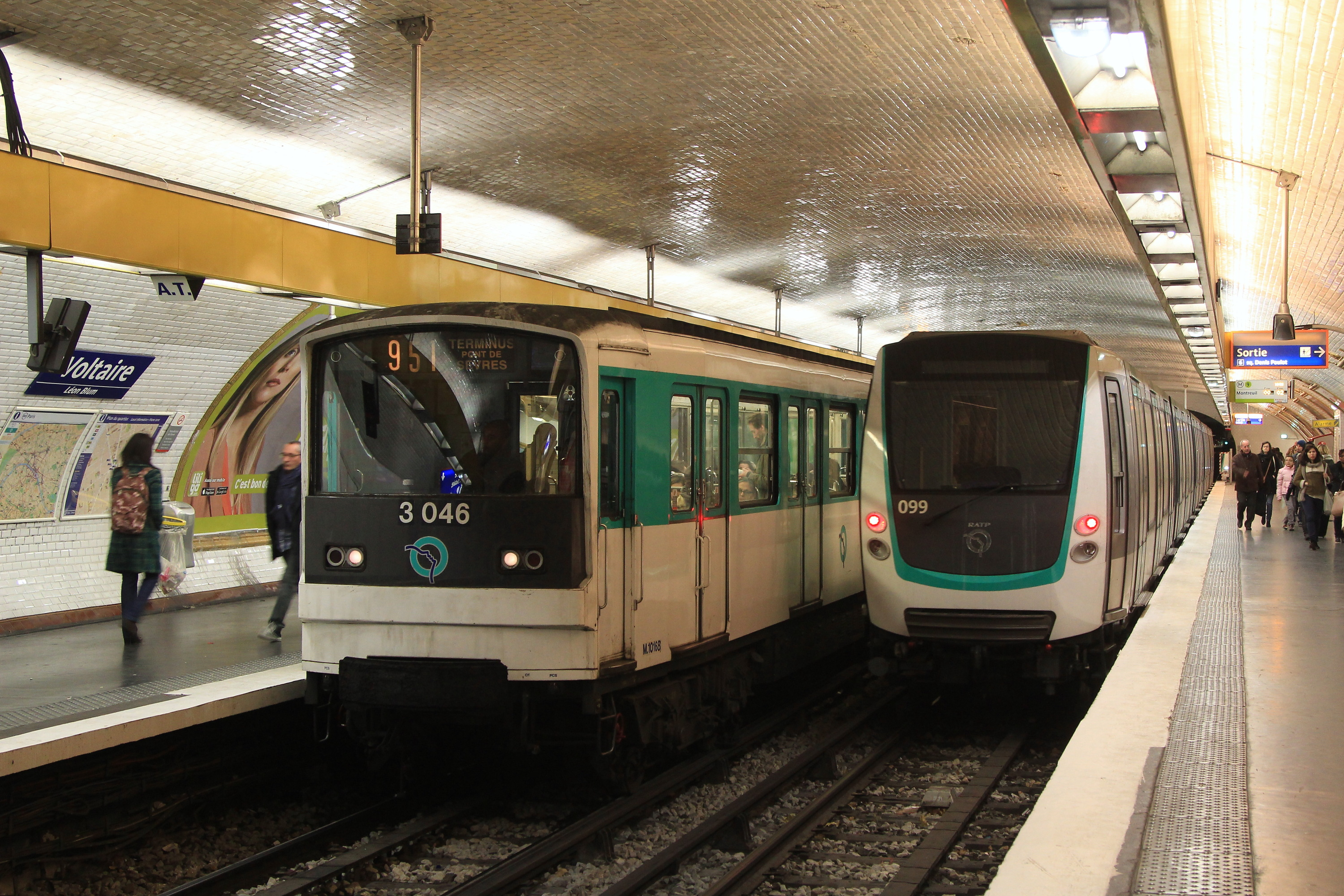
Un MF 67 et un MF 01 à la station Voltaire sur la ligne 9.

La politique générale de renouvellement et de rénovation du matériel roulant ferroviaire de la RATP consiste à remplacer les matériels lorsqu'ils atteignent leur limite d’exploitation, soit une durée de vie normalement fixée à trente-cinq ans d'utilisation, mais qui est portée à quarante-cinq ans par une profonde rénovation à mi-vie pour les matériels en bon état de conservation. Cette politique permet un lissage des investissements auxquels la régie avait à faire face, à la fin des années 1990, pour le remplacement des matériels les plus vieux et notamment du parc très important de MF 67. Initialement, en 1997, la RATP envisageait de déployer massivement le nouveau matériel MF 2000 (métro fer appel d'offres 2000) sur les lignes 2, 3, 3 bis, 5, 9, 10 et 12 du métro parisien entre 2004 et 2020 avec une rame de présérie en 2001.
C'est ainsi que dans le cadre de cette politique et pour remplacer les rames MF 67, dont la moyenne d'âge était d'environ trente-cinq ans en 2006, la RATP a lancé dès février 1998 un appel à candidature pour la réalisation du MF 2000 auprès de tous les constructeurs ferroviaires européens. Cela permettait de respecter les nouvelles règles européennes en matière de concurrence et d'espérer une réduction significative des coûts.
Le 12 juillet 2001, après plus d'un an de négociations avec trente-quatre entreprises postulantes, la régie a passé une commande d'un montant total de 695 millions d'euros pour les études et le développement d'un train de présérie et la fourniture de 800 voitures supplémentaires (soit 161 rames) auprès d'un consortium composé de Bombardier, Alstom, Technicatome (ex Areva TA) et Ansaldo STS France (ex CSEE Transport) de nouveaux trains nommés MF 2000.
Ce nouveau matériel a remplacé les rames MF 67 des lignes 2, 5 et 9 entre juin 2008 (ligne 2) et février 2017 (ligne 9).
Le 11 décembre 2013, le STIF a demandé à la RATP de lui soumettre un projet d’acquisition de 12 rames MF 01 supplémentaires pour les lignes 2, 5 et 9, le STIF prenant en charge 50 % de l’investissement. La commande a été passée en octobre 2014.

### Les industriels retenus
La mise en application de la législation européenne a imposé à la RATP de modifier sa procédure d'attribution du marché de fabrication du MF 2000 et de lancer un appel d'offres par lot. C'est la première fois dans l'histoire du métro parisien que la commande d'un matériel est découpée en tranches et confiée à des industriels différents.
Les 1034 fonctions élémentaires qui constituent le train ont ainsi été regroupées en six lots, attribués par la RATP aux entreprises suivantes :
- Technicatome, filiale d'Areva assure la conduite générale du projet et fournit l'informatique de sécurité. La société Technicatome a la responsabilité de fournir à la RATP un train en état de marche. De facto, c'est donc elle qui a les compétences de management de projet, d'architecture et de traitement des différentes interfaces du train.
- Bombardier fournit les cabines de conduite, les bogies et les caisses peintes. L'assemblage final de la caisse ainsi que l'assemblage du châssis se fait à Crespin dans le Valenciennois, tandis que les sous-ensembles mécano-soudés sont réalisés en Pologne et en République Tchèque.
- Alstom fournit et aménage les voitures sur son site de Valenciennes (Petite-Forêt), fournit les équipements de traction freinage (sites de Tarbes et Ornans) et d'informatique de confort (site de Villeurbanne), réalise l'assemblage final des caisses dit mise en rames ainsi que les essais et les livre à la RATP. Alstom assure également l'architecture générale du train, le management de la fiabilité et de la sûreté de fonctionnement ainsi que le soutien logistique.
- Ansaldo STS France fournit les automatismes de conduite et d'ouverture automatique des portes.
- CETAM Automatismes, société du groupe Hiolle-industries, fournit les sous-châssis ainsi que les pavillons câblés.

Ce lotissement a rallongé de plus d'un an le délai de mise au point de la rame de présérie, en raison d'une collaboration difficile entre les industriels. La nouvelle procédure d'attribution du marché aurait permis en contrepartie de réduire les coûts d'acquisition et de maintenance d'environ 30 %.

### Livraisons
La rame de présérie MF 01-001, devant servir à valider les choix techniques et esthétiques de la RATP et construite dans les usines de Valenciennes d'Alstom et de Bombardier à Crespin (Nord), fut présentée pour la première fois à la presse et à la RATP le 17 juin 2005 en présence d'Anne-Marie Idrac, alors présidente de la RATP. Elle fut livrée à la RATP en janvier 2006.
Elle a subi des tests sur le réseau dans le courant de l'année 2006, y compris des tests commerciaux (uniquement entre 10h et 16h, sur la ligne 2 en 2007). Cette rame de présérie a été renvoyée à l'usine de Valenciennes en juin 2013 afin d'y subir une remise à niveau conformément aux autres rames en circulation sur les lignes 2, 5 et 9. À son retour sur le réseau RATP en août 2014, cette rame MF 01-001, qui a été dotée de la nouvelle livrée gris argenté et vert jade STIF/RATP, a été définitivement affectée à la ligne 9.
Le 9 février 2011, le conseil du Syndicat des transports d'Île-de-France (STIF) vote l'achat des rames prévues pour la ligne 9 en levant la tranche optionnelle sur le marché contracté par la RATP, pour un coût plafond de 330 millions d'euros. La livraison doit s'étaler théoriquement de mai 2013 à août 2016, dans la continuité des livraisons effectuées de mai 2010 à mai 2013 sur la ligne 5. Le matériel possède le même aménagement que sur les lignes 2 et 5, avec en particulier la ventilation réfrigérée,,.
Les livraisons de la commande initiale de 161 trains MF 01, dont 45 rames pour la ligne 2, 50 rames pour la ligne 5, ainsi que 66 rames pour la ligne 9, se sont étalées de janvier 2006 à mars 2011 concernant la ligne 2, de mai 2010 à mai 2013 concernant la ligne 5, et de mai 2013 à octobre 2016 concernant la ligne 9.
Les livraisons de la commande supplémentaire de 12 trains MF 01, dont 2 rames pour la ligne 2, 2 rames pour la ligne 5, ainsi que 8 rames pour la ligne 9, se sont étalées d'octobre 2016 à juin 2017. La ligne 9 a été la première à réceptionner ses 8 trains supplémentaires, dans la continuité de la livraison effectuée de ses 66 trains provenant de la commande initiale. Ont suivi les livraisons concernant la ligne 5 pour ses 2 trains supplémentaires et celles concernant la ligne 2 pour ses 2 trains supplémentaires.
- 3 janvier 2006 : le premier train de présérie MF 01-001 a été livré à la RATP[11] pour équiper la ligne 2[7].
- 2007 : essais commerciaux sur la ligne 2, entre 10h et 16h, de la rame MF 01-001[7].
- 11 juin 2008 : Mise en service commercial de la première rame sur la ligne 2[12].
- 1er octobre 2008 : la deuxième rame de la ligne, la MF 01-002, est présentée aux journalistes et au public à la station Porte de Versailles, sur la ligne 12[13].
- Fin juillet 2009 : le MF 01-002 est le premier train de la série à circuler en pilotage automatique (PA) avec des voyageurs.
- Fin septembre 2009 : le PA est neutralisé sur tous les MF 01 afin de l'améliorer à la suite de dysfonctionnements trop fréquents.
- Mi-novembre 2009 : vingt-trois rames, soit la moitié des nouveaux trains, étaient en service sur cette même ligne[11].
- Mi-juillet 2010 : après de nombreux essais de mise au point sans, puis avec voyageurs, le PA est remis en service sur quelques rames et trente-quatre rames, soit trois quarts des nouveaux trains, étaient en service sur la ligne.
- Fin mars 2011 : les livraisons de la commande initiale de 45 trains pour la ligne 2 se sont achevées avec la réception de la rame MF 01-045[11].
- Début mai 2010 : le tout premier train de la ligne 5, le MF 01-048, a été livré pour effectuer des essais[11].
- Mi-juin 2010 : la rame MF 01-049 est ensuite livrée et, début septembre 2010, elle est mutée pour réaliser des essais OCTYS sur la ligne 8 à Porte de Charenton[11].
- Mi-juin 2011 : les quatre premiers trains, les MF 01-047, MF 01-050, MF 01-051 et MF 01-052, sont mis en service commercial sur la ligne 5[11],[14].
- Début août 2011 : douze rames, soit un quart des nouveaux trains, étaient en service sur la ligne 5[11].
- Mi-avril 2012 : le train OCTYS MF 01-049 quitte la station Porte de Charenton de la ligne 8 pour rester au dépôt de Bobigny. De plus, vingt-cinq rames, soit la moitié des nouveaux trains, étaient en service sur cette même ligne[11].
- Mi-mai 2012 : le train ex-OCTYS MF 01-049 est mis en service sur la ligne. Dans cette même période, le MF 01-047 quitte la ligne 5 pour rejoindre à son tour la station Porte de Charenton de la ligne 8[11].
- Fin août 2012 : la rame MF 01-047 quitte la station Porte de Charenton de la ligne 8 pour être mise en service sur cette ligne.
- Mi-octobre 2012 : trente-sept rames, soit trois quarts des nouveaux trains, étaient en service sur la ligne 5[11].
- Début mai 2013 : les livraisons de la commande initiale de 50 trains pour la ligne 5 se sont achevées avec la réception de la rame MF 01-095[11].
- Mi-mai 2013 : les rames MF 01-096 et MF 01-097 sont livrées et entament une campagne d'essais avec voyageurs sur la ligne 5 avant la mise en service sur la ligne 9 dès le milieu du mois d'octobre 2013[11].
- Mi-octobre 2013 : les quatre premiers trains, les MF 01-096, MF 01-097, MF 01-098 et MF 01-099 sont mises en service sur la ligne 9[11].
- Fin mai 2014 : dix-sept rames soit un quart des nouveaux trains, étaient en service sur la ligne 9[11].
- Fin avril 2015 : trente-trois rames soit la moitié des nouveaux trains, étaient en service sur la ligne 9[11].
- Fin janvier 2016 : cinquante rames soit trois quarts des nouveaux trains, étaient en service sur la ligne 9[11].
- Début octobre 2016 : les livraisons de la commande initiale de 66 trains pour la ligne 9 se sont achevées avec la réception de la rame MF 01-161[11].
- Début janvier 2017 : les livraisons de la commande supplémentaire de huit trains pour la ligne 9 ont débuté avec la mise en service des rames MF01-162 et MF01-163[11].
- Début mars 2017 : les livraisons de la commande supplémentaire de huit trains pour la ligne 9 se sont achevées avec la mise en service des rames MF01-168 et MF01-169[11].

## Parc
Au 16 mai 2023, le parc est constitué de 172 éléments : 45 pour la ligne 2, 52 sur la ligne 5, 74 sur la ligne 9 et 1 au centre de formation de Gare du Nord USFRT.

## Appellation
Si la RATP communique sur ces trains en parlant de MF 2000, en interne c'est l'appellation MF 01 qui est utilisée. Ainsi, l'ensemble des voitures des trains MF 2000 reçus, train de présérie compris, sont immatriculées sous la forme 01 .. ..., 01 désignant ici le type de matériel donc MF 01. Cela permet de respecter la norme utilisée pour les autres matériels de la régie, qui veut que chaque matériel soit nommé avec deux lettres et deux chiffres (MF 67, MF 77, etc.).

## Caractéristiques

### Un métro plus écologique
L'une des principales caractéristiques du MF 2000 est sa consommation d'énergie réduite.
C'est d'ailleurs l'un des axes sur lesquels la RATP a choisi de baser sa communication.
Par rapport à la génération de métro précédente, le MF 2000 consomme 30 % d'énergie en moins, grâce notamment à l'amélioration du rendement de la chaîne de traction et un freinage électrique à récupération d'énergie.
La limitation de la vitesse maximale du train à 70 km/h a permis d'optimiser le dimensionnement des moteurs et de la chaîne de traction, permettant des gains significatifs de consommation d'énergie aux vitesses plus basses, les plus couramment utilisées.

### Caractéristiques extérieures

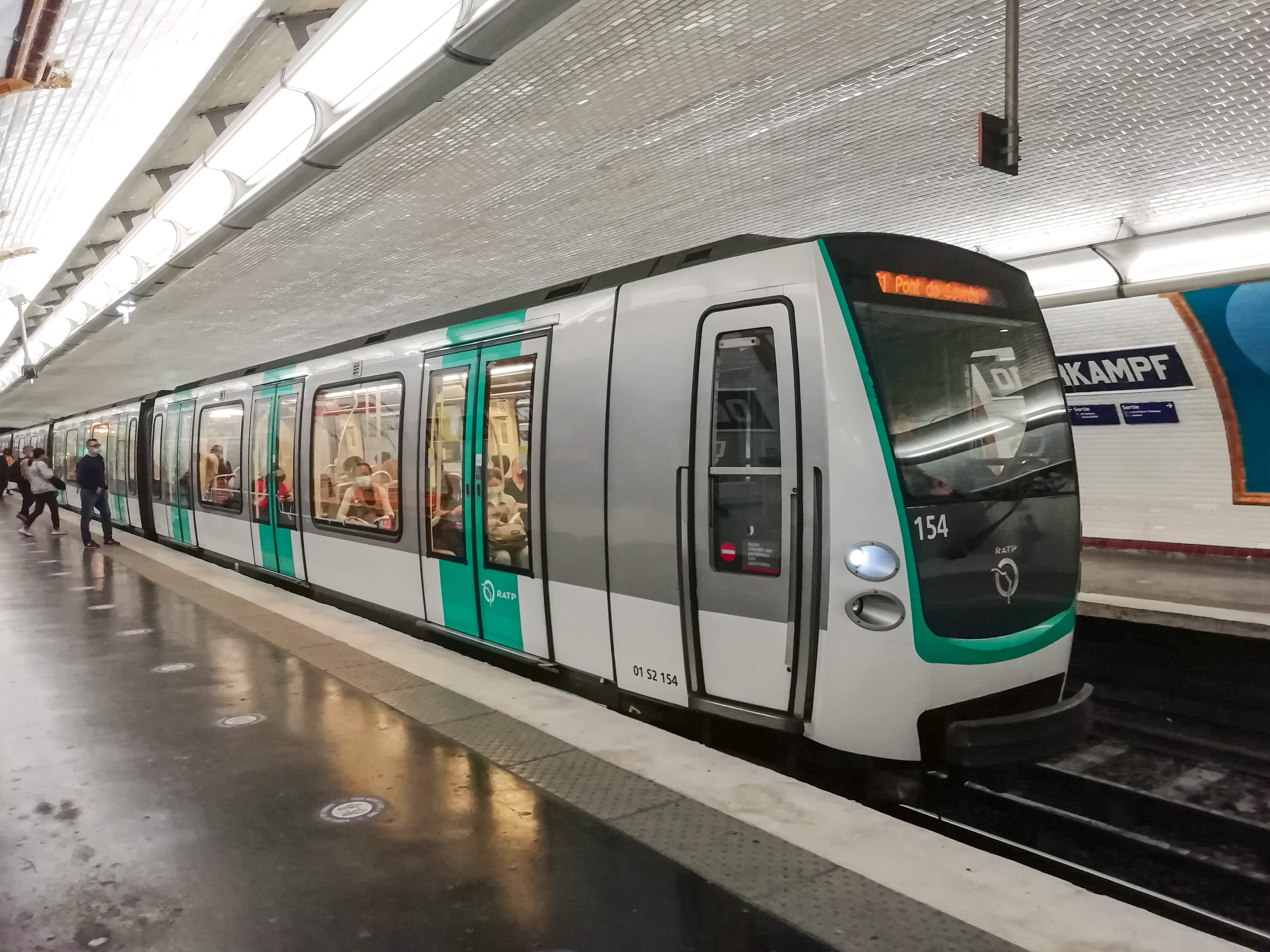
Une rame de la ligne 9 en livrée STIF/RATP.

L'agence française Avant Première, très présente dans le domaine ferroviaire, a remporté le concours lancé par la RATP pour la conception du MF 2000, étape qui a précédé le choix des industriels pour la fabrication des rames.
Le design retenu rappelle celui des tramways Citadis et tranche avec les derniers matériels pneu MP 89, malgré une forme de caisse assez similaire de par ses flancs courbes et ses larges baies vitrées. Les rames de la ligne 9 possèdent une nouvelle livrée aux couleurs de la RATP et du STIF avec son gris métallisé caractéristique dit « vif-argent » (analogue au matériel d'interconnexion MI 09 de la ligne A du RER) et qui sera par la suite reconduite sur les MP 05 les plus récents (depuis fin 2014).

### Caractéristiques intérieures

#### Sécurité
Comme sur les derniers matériels produits (MP 89 et des MF 88), le MF 2000 emporte plusieurs ordinateurs chargés des équipements de sécurité.
L'ouverture des portes est automatique et contrôlée par un équipement fixe installé sur la voie et un système de détection monté sur le train.
À l'image des MP 89 les trains disposent d'une liaison phonique voyageurs/conducteur située à proximité du signal d'alarme, permettant aux voyageurs d'entrer en contact avec le conducteur au déclenchement du signal d'alarme, qui peut alors demander les raisons du déclenchement.
Un système de vidéosurveillance a été retenu pour la ligne 2. Il permet d'améliorer la sécurité des voyageurs en permettant au conducteur de visualiser depuis sa cabine de conduite, au moyen des caméras disposées dans les voitures voyageurs, d'éventuels incidents et de faire remonter l'information au PCC pour l'intervention d'équipes de sécurité. On retrouve un système identique dans les tramways Citadis 402 qui circulent sur la ligne T3a.

#### Confort

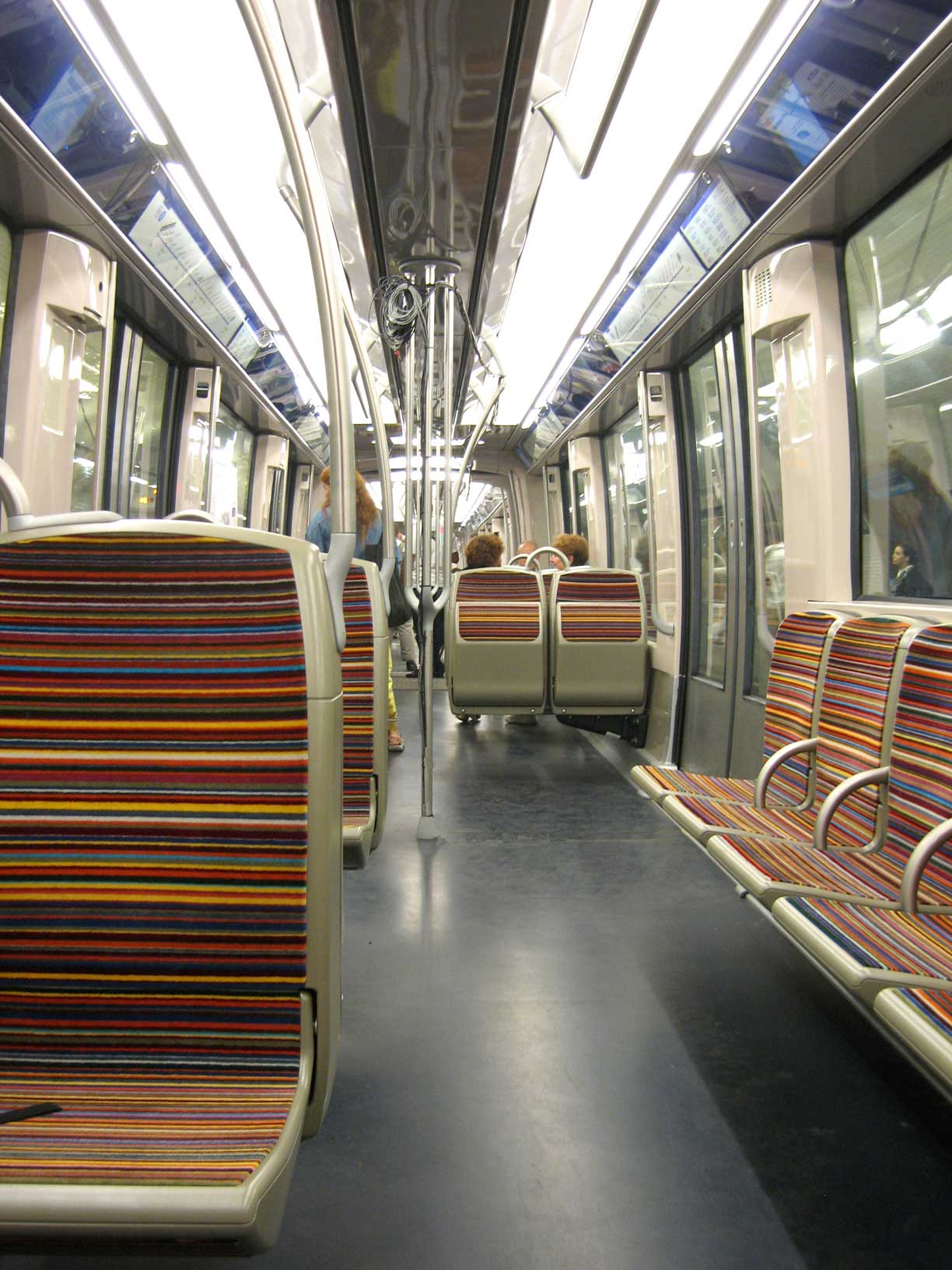
Intérieur de la rame de pré-série en 2006. La disposition avec des sièges longitudinaux n'a pas été retenue.

Plusieurs dispositions de sièges ont été testées sur le prototype : 2 + 2 (disposition classique), 2 + 1 (sur les MP 89 CA) et 4 + 4 (sièges longitudinaux d'un côté comme les MF 67 de la ligne 3). C'est finalement la disposition 2 + 1 qui a été retenue. La largeur des sièges a par ailleurs été portée à 49 cm au lieu des 45 cm actuels après des simulations endoscopiques effectués avec des mannequins au gabarit masculin moyen d'utilisateurs mesurant 1,80 m, réalisées dans une maquette du train. Cela devrait permettre la prise en compte de l'augmentation prévue de la taille des voyageurs pendant la durée de vie du train et d'éviter ainsi l'impression reçue avec les trains conçus dans les années 1960.
La RATP a décidé de reconduire sur le MF 2000 l'intercirculation mise en œuvre sur le MP 89, qui emportait les suffrages des voyageurs et de l'exploitant. L'inter-circulation du  MF 2000 comporte des soufflets similaires à ceux qui équipent les MP 89 CC de la ligne 4, avec des petites différences dues à des contraintes moins fortes (courbes moins serrées que sur la ligne 1).
Comme le MP 89, le MF 2000 est un matériel à « plancher bas », c'est-à-dire dont le plancher du train a été abaissé de 30 mm par rapport à la hauteur du quai. Cela permet une meilleure accessibilité pour les personnes en fauteuil roulant ou pour les poussettes.

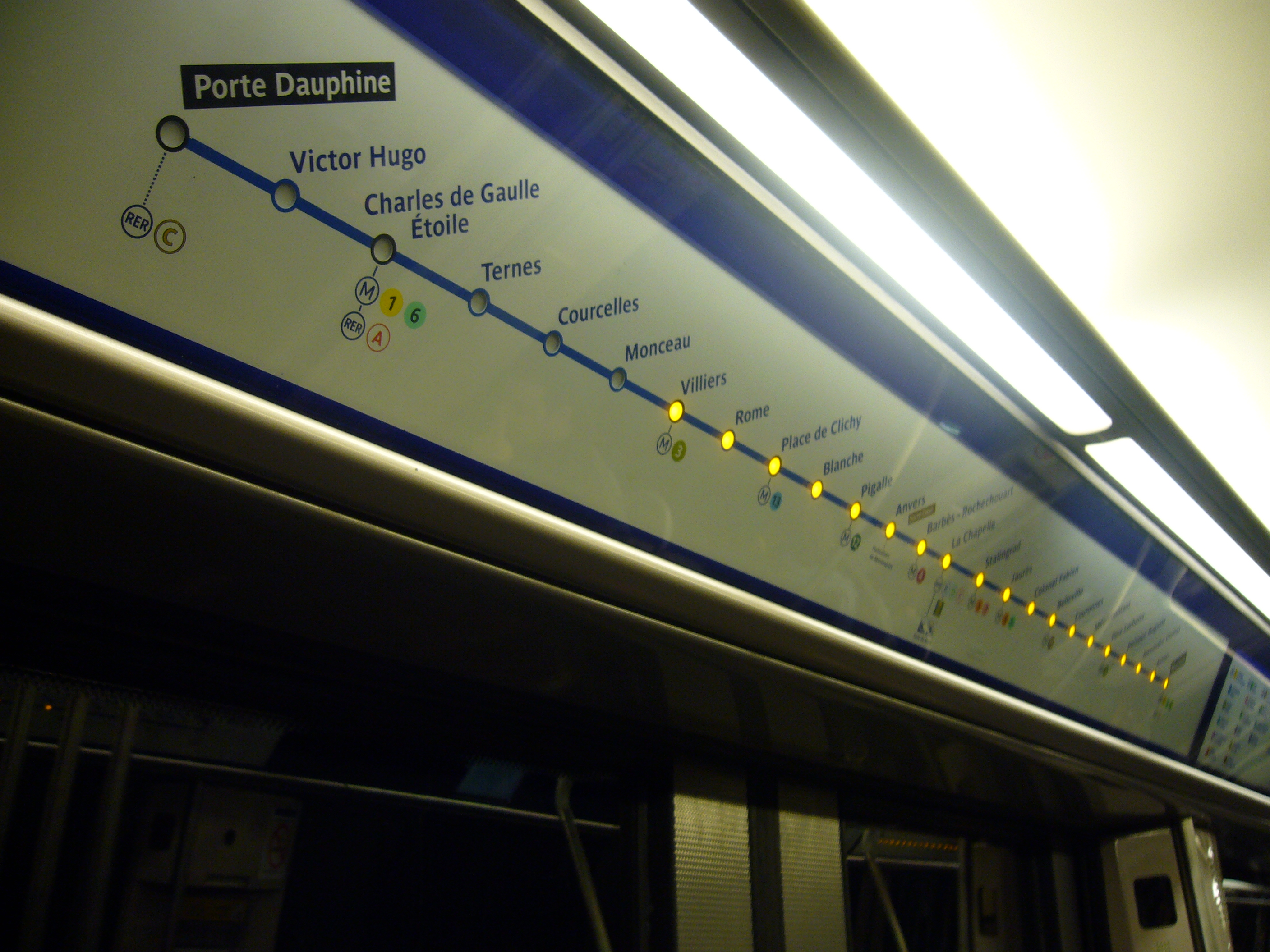
Plan dynamique ASVA de la ligne 2.

Pour l'information des voyageurs, le MF 2000 embarque le système ASVA également présent dans les MF 67 rénovés de la ligne 3 et dans les MF 77 rénovés de la ligne 13. ASVA se caractérise par des annonces sonores à chaque station ainsi que des plans lumineux de ligne au-dessus des portes indiquant les stations restant à desservir (et donc la direction en cas de ligne à plusieurs branches). Les MF 2000 sont également précâblés pour accueillir le système de diffusion multimédia Dilidam, permettant l'installation de cet équipement sans retour coûteux en atelier. Seule la rame de présérie, la 001, dispose de cet équipement pour l'instant en raison du coût.
Les MF 2000 sont équipées de la ventilation réfrigérée permettant de réaliser d'importantes économies d'énergies par rapport à une climatisation classique.
Les MF 2000 disposent de barres de maintien triples, à l'image des matériels récents de la régie ou des matériels en cours de rénovation. Les larges ouvertures des portes permettent la montée ou la descente de deux voyageurs simultanément, réduisant ainsi les temps d'échanges voyageurs en station.
Visuellement, la RATP s'est attaché le concours d'un cabinet de designer spécialisé afin d'offrir dans les trains « une ambiance à la fois lumineuse et douce ». Cela se traduit par des couleurs spécialement choisies et un éclairage à haut indice de rendu des couleurs.

Le confort acoustique a, lui aussi, fait l'objet d'un soin tout particulier. Ainsi, à sa livraison le MF 2000 est annoncé comme le métro le plus silencieux de la RATP. Des anneaux métalliques amortisseurs, au niveau des roues, absorbent une partie des bruits de roulement. Le niveau sonore intérieur maximal est ainsi de 67 à 68 dB(A) à la vitesse de 70 km/h, soit une réduction de 2dB (A) par rapport aux meilleures mesures effectuées sur les MF 77. Toutefois le bruit de freinage, particulièrement strident, est régulièrement critiqué par les usagers et riverains de la ligne.

#### Conduite
La cabine de conduite a fait l'objet d'un soin tout à fait particulier afin d'être ergonomique et ainsi répondre aux demandes des conducteurs, à qui elle avait été présentée en avant-première plusieurs mois avant la présentation du train aux médias.
Les attentes exprimées par les conducteurs portaient sur les points suivants :
- choix entre la conduite assise ou debout ;
- commande du manipulateur à gauche ou à droite ;
- un lave-glace sur les pare-brise pour nettoyer les salissures, y compris pour les lignes souterraines ;
- un repose-pied réglable en hauteur.

L'ensemble des attentes des conducteurs ont été prises en compte par l'agence Avant Première dans sa conception du design du MF 2000.

### Fiche technique

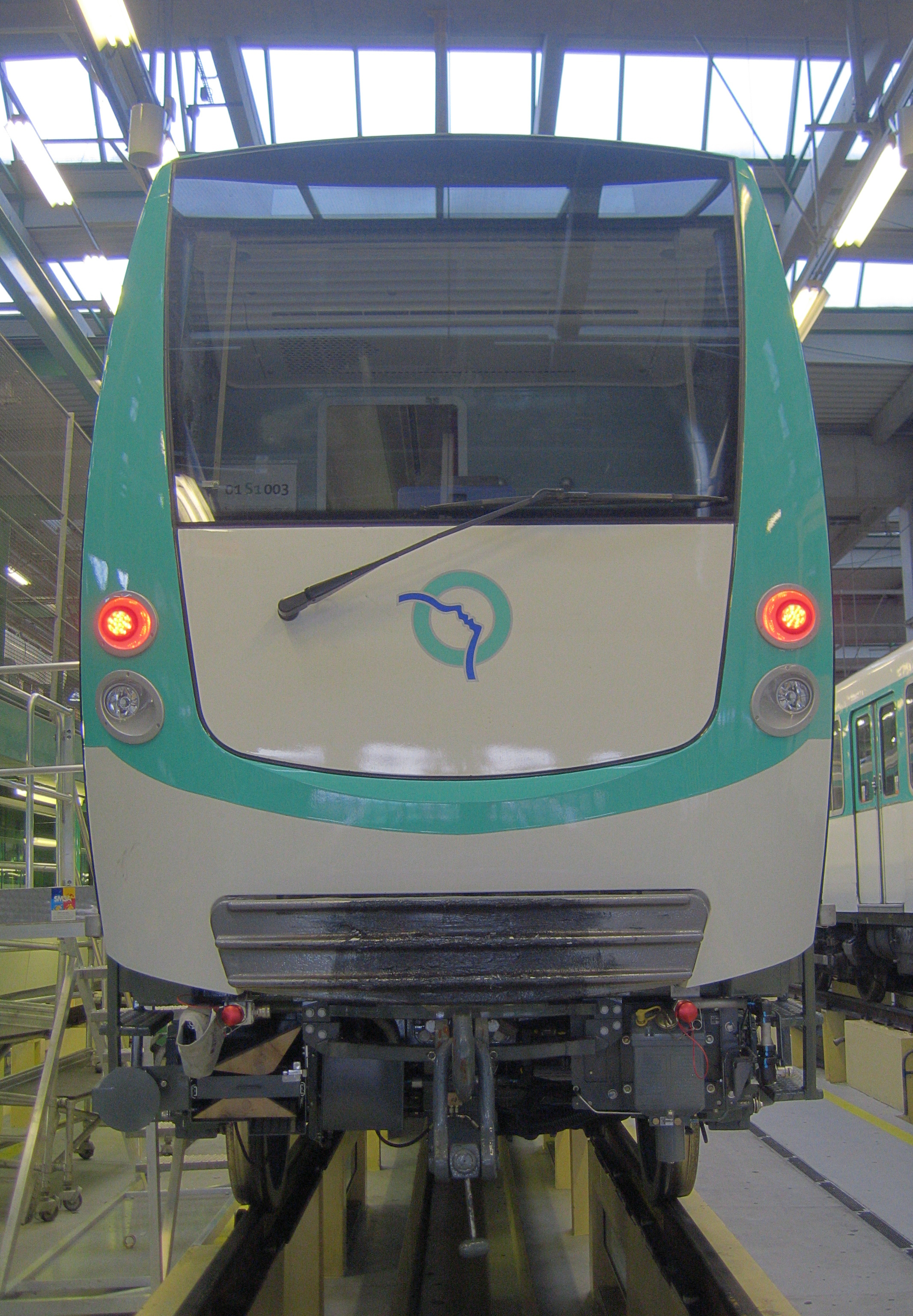
Face de la rame no 003 à l'atelier de Bobigny en 2008 avant son
pelliculage en gris anthracite.

Les éléments de la fiche technique figurent ci-dessous,,.
- Composition : trois motrices encadrées par deux remorques (S1-N1-N3-N2-S2)
- Masse à vide : 127,5 tonnes[1]
- Longueur d'un train : 75,80 mètres
- Longueur d'une motrice : 14,80 mètres
- Longueur d'une remorque : 15,70 mètres[Note 1]
- Largeur hors tout : 2,40 mètres
- Hauteur : 3,444 mètres
- Hauteur du plancher : 1,015 mètre
- Structure de la caisse : acier à haute limite élastique (HLE)
- Nombre de voyageurs par rame : 557 ; 581 passagers en configuration « confort » (4 personnes/m²) et 1000 en mode « surcharge » (8 personnes/m²)[22]
- Bogies : classiques
- Suspension : primaire coniques caoutchouc métal et secondaire ressort pneumatique
- Diamètre roue :  830 millimètres
- Empattement : 2000 millimètres
- Charge à l'essieu : 10,3 tonnes
- Masse bogie : 5,5 tonnes pour la motrice, 3,75 tonnes pour les remorques
- Freinage : 1 frein pneumatique / mécanique par voiture + 1 frein électrique à récupération + 1 frein de stationnement ; les patins magnétiques sur le bogie avant des remorques du MF 01-001, habituellement désactivés, ne sont là que pour des essais
- Alimentation : 750 volts par troisième rail
- Motorisation : deux moteurs asynchrones de 103 kW autoventilés par bogie soit 1236 kW par rame[1]
- Réducteur : un étage avec un rapport de 7,28
- Électronique de puissance : Onduleur ONIX à base d'IGBT, à refroidissement à air, 1 coffre par motrice.
- Contrôle de l'électronique de puissance : Alstom AGATE Control (Advanced Generic Alstom Transport Electronics)
- Vitesse maximale : 70 km/h en service commercial
- Accélération : 0,90 m/s2 (entre 0 et 30 km/h)
- Freinage de service nominal : 1 m/s2 ; d'urgence : 1,3 m/s2
- Accès : trois portes par face louvoyantes coulissantes à ouverture automatique en station
- Intercirculation entre les voitures : 1,9 m (largeur) x 2 m (hauteur)
- Ventilation réfrigérée : 2 280 m3/h par voiture avec une puissance frigorifique de 12 kW (option)
- Information des voyageurs : plan de ligne à LED, annonce sonore à l'entrée et à la sortie de la station (ASVA), deux consoles intelligentes par voiture

## Incidents
Le 2 décembre 2016, la rame 025 déraille sur la ligne 2, juste avant d'entrer dans la station Barbès-Rochechouart, ; elle est réformée en 2017.

## Galerie de photographies

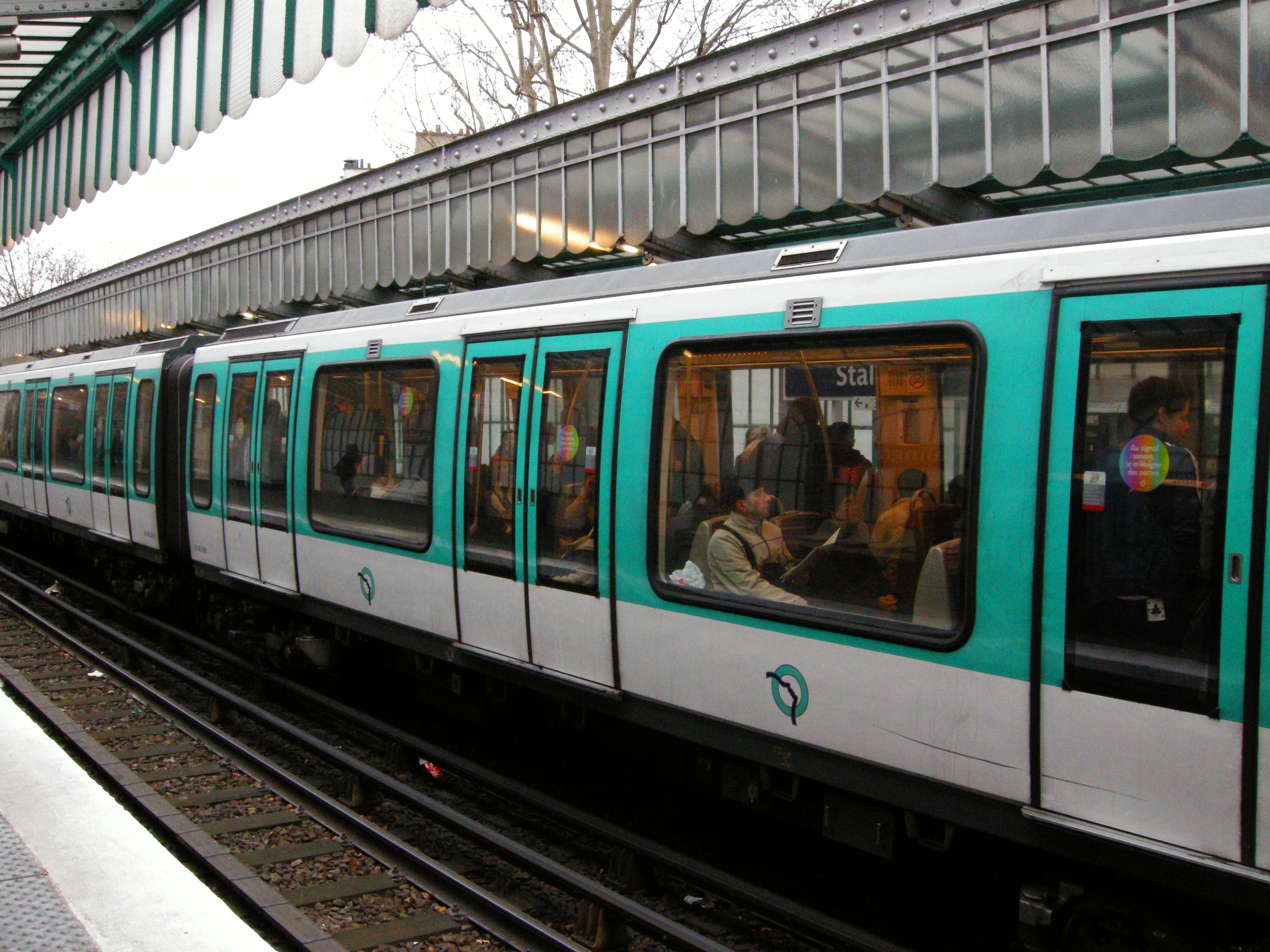
Vue latérale d'un MF 01 en livrée RATP.
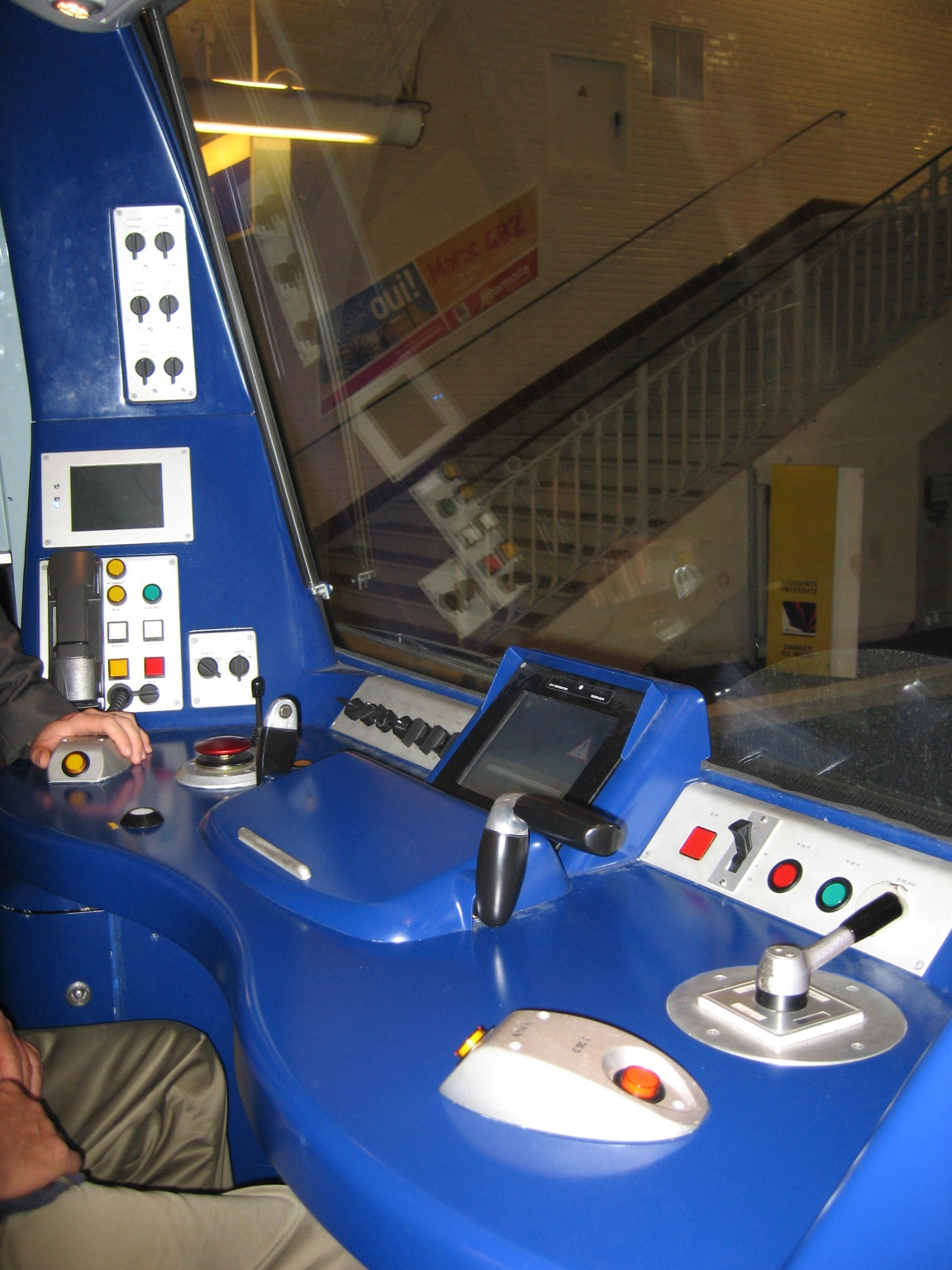
Cabine de conduite.
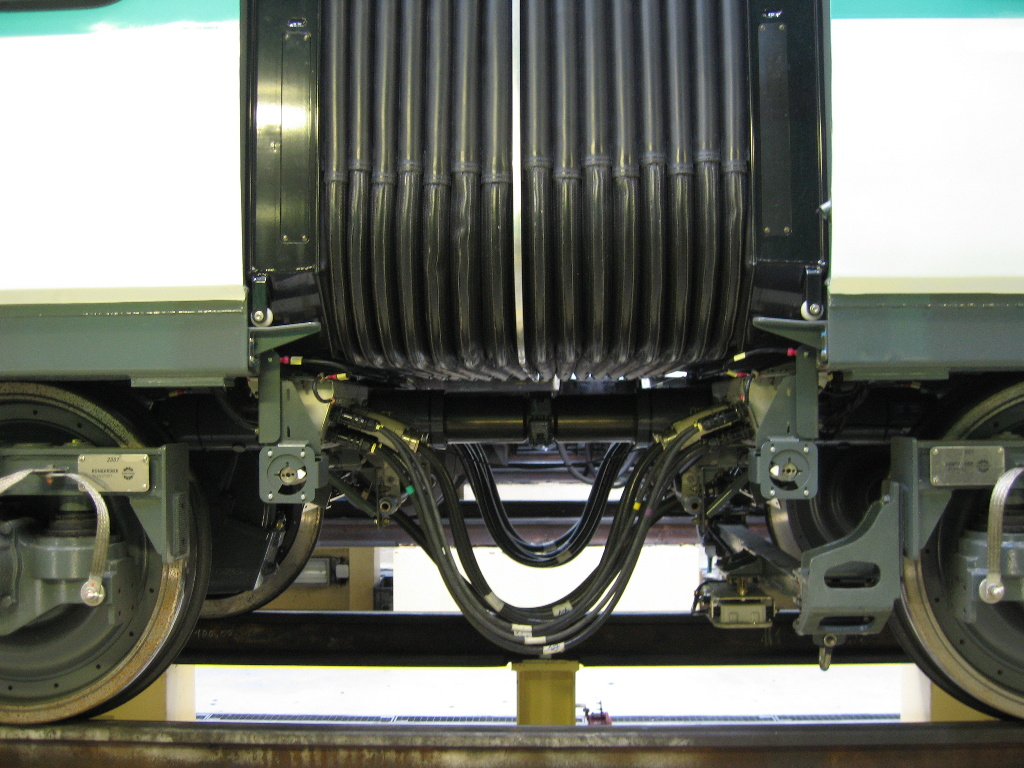
Attelage et intercirculation.
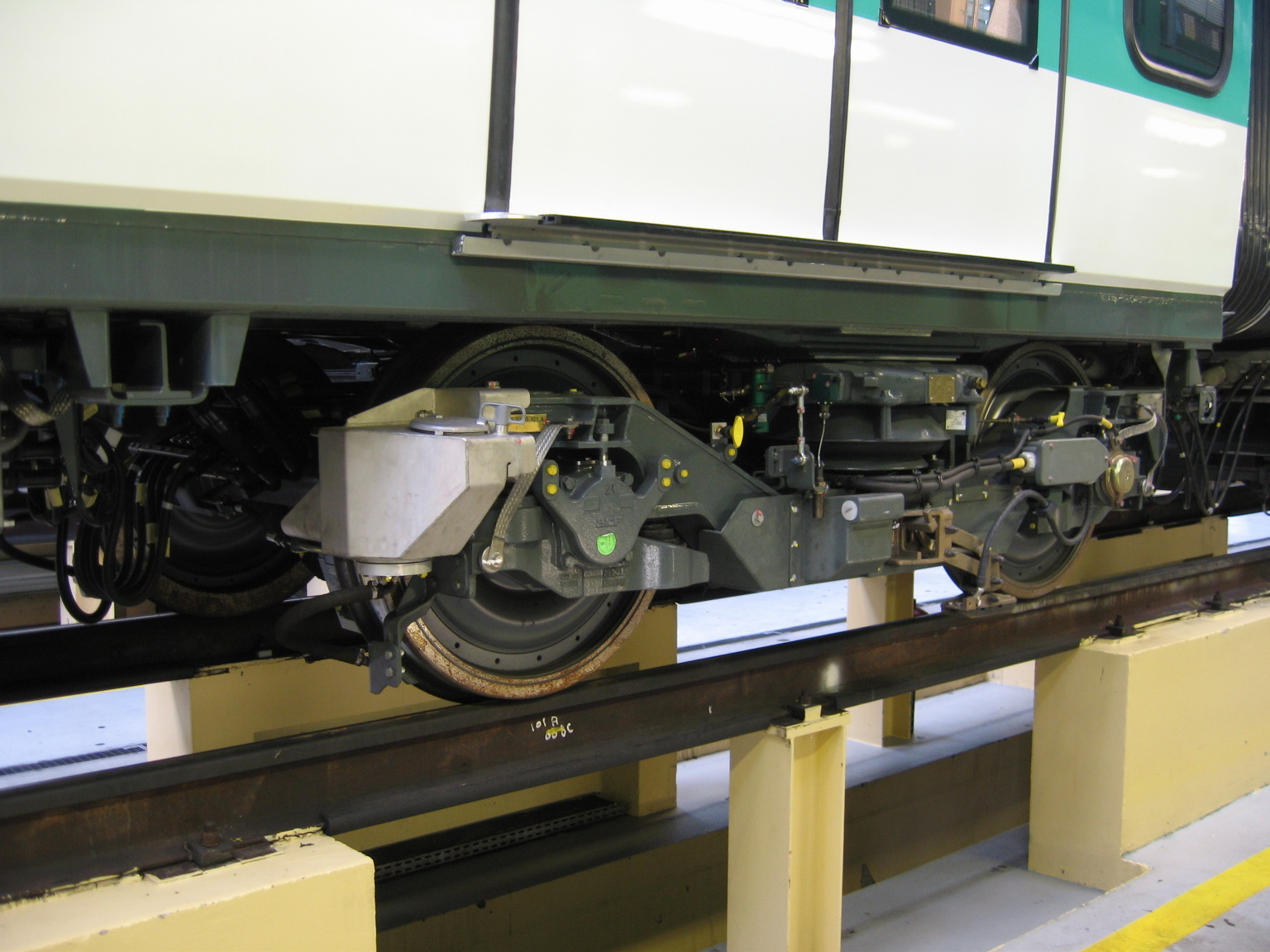
Un bogie.